# Observatório de raios gama de campo amplo do sul
O Observatório de raios gama de campo amplo do sul (SWGO) é um observatório de raios gama a ser construído na América do Sul.  Ele é projetado para detectar partículas de chuvas atmosféricas iniciadas por raios gama que entram na atmosfera da Terra.
A Colaboração SWGO envolve mais de 100 cientistas da Argentina, Brasil, Bolívia, Chile, República Tcheca, Itália, Alemanha, México, Peru, Portugal, Coreia do Sul, Reino Unido, EUA. 
SWGO será o primeiro observatório de raios gama de alta altitude a fornecer cobertura de campo amplo de uma grande parte do céu do sul. Complementará os instrumentos atuais e futuros, como HAWC, LHAASO e CTA .
SWGO vai se juntar ao esforço mundial de astronomia multi-mensageiro para revelar fenômenos astrofísicos extremos. Seus principais tópicos científicos são: o estudo de aceleradores galácticos e extragaláticos, como remanescentes de supernovas, núcleos galácticos ativos e explosões de raios gama; teste de física de partículas além do Modelo Padrão; e a caracterização do fluxo de partículas de raios cósmicos. 